# 오자선우
오자선우(烏藉單于, ? ~ 기원전 56년)는 흉노의 선우다. 오자는 선우의 칭호로 이름은 불명이다. 도기선우의 오자도위였다가 자립했고, 후에 거리선우를 거쳐 호한야선우를 섬겼으나 다시 자립해 호한야선우에게 참수됐다.

## 생애
포학한 악연구제선우를 견디지 못한 흉노인들이 전 선우의 아들 계후산을 호한야선우로 옹립했으며 악연구제선우는 패하고 자결했으나, 우현왕 등 악연구제선우의 잔당은 호한야선우의 제거 시도를 알아차리고 악연구제선우의 사촌형 도기선우를 옹립해 흉노는 내분 상태로 빠져들었다. 이때는 오자도위로서 기원전 57년, 도기선우의 명령으로 우욱건왕과 각각 2만 기병을 거느리고 동방에 주둔하며 호한야선우를 대비하는 임무를 맡았다.
그런데 유리당호와 호걸왕이 우현왕이 오자선우로 자립하려 한다고 참소하고 도기선우가 우현왕 부자를 죽이는 사건이 일어나면서 도기선우의 세력은 쇠약해졌다. 우현왕을 참소한 호걸왕은 유리당호가 진상을 안 도기선우에게 처단돼자 달아나 호걸선우를 자칭하고, 우욱건왕도 자립하여 거리선우를 일컬으니, 오자도위 역시 오자선우를 일컬어, 흉노에는 호한야까지 총 다섯 선우가 나타나고 말았다.
오자선우는 도기선우의 중신 도륭기에게 패배해, 도기선우에게 패배한 거리선우와 함께 서북쪽의 호걸선우에게 달아났다. 그리고 호걸선우와 함께 선우 칭호를 버리고 거리선우를 선우로 추대했다. 기원전 56년, 도기선우가 패망해 거리선우가 호한야선우에게 투항했는데, 오자도위는 이릉의 아들에게 추대돼 다시 선우가 됐으나, 호한야선우에게 사로잡혀 참수됐다.

## 출전
- 반고: 《한서》 권94 하 흉노전제64 하